# Момот широкодзьобий
Момот широкодзьобий (Electron platyrhynchum) — вид сиворакшоподібних птахів родини момотових (Momotidae).

## Поширення
Вид поширений в Центральній та Південній Америці від Гондурасу до Болівії. Живе у тропічних та субтропічних низовинних дощових лісах.

## Опис
Птах завдовжки 33-35 см. Тіло струнке. Лапи тонкі і короткі. Дзьоб потужний і з зазубринами, чорного кольору. Спина, крила та черево зелене. Голова та груди рудого забарвлення з чорною лицьовою маскою. Хвіст блакитний.

## Спосіб життя
Живе під пологом дощового лісу. Живиться комахами, дрібними хребетними, рідше дрібними плодами. Гнізда облаштовує у норах.